# I'm from Missouri
I'm from Missouri è un film del 1939 diretto da Theodore Reed e interpretato da Gladys George, Bob Burns, Gene Lockhart.
La sceneggiatura del film, prodotto dalla Paramount, si basa sulle storie del libro Sixteen Hands di Homer Croy, pubblicato a New York nel 1938, e sulle novelle di Julian Street, pubblicate nel 1909 in Need of Change.

## Trama

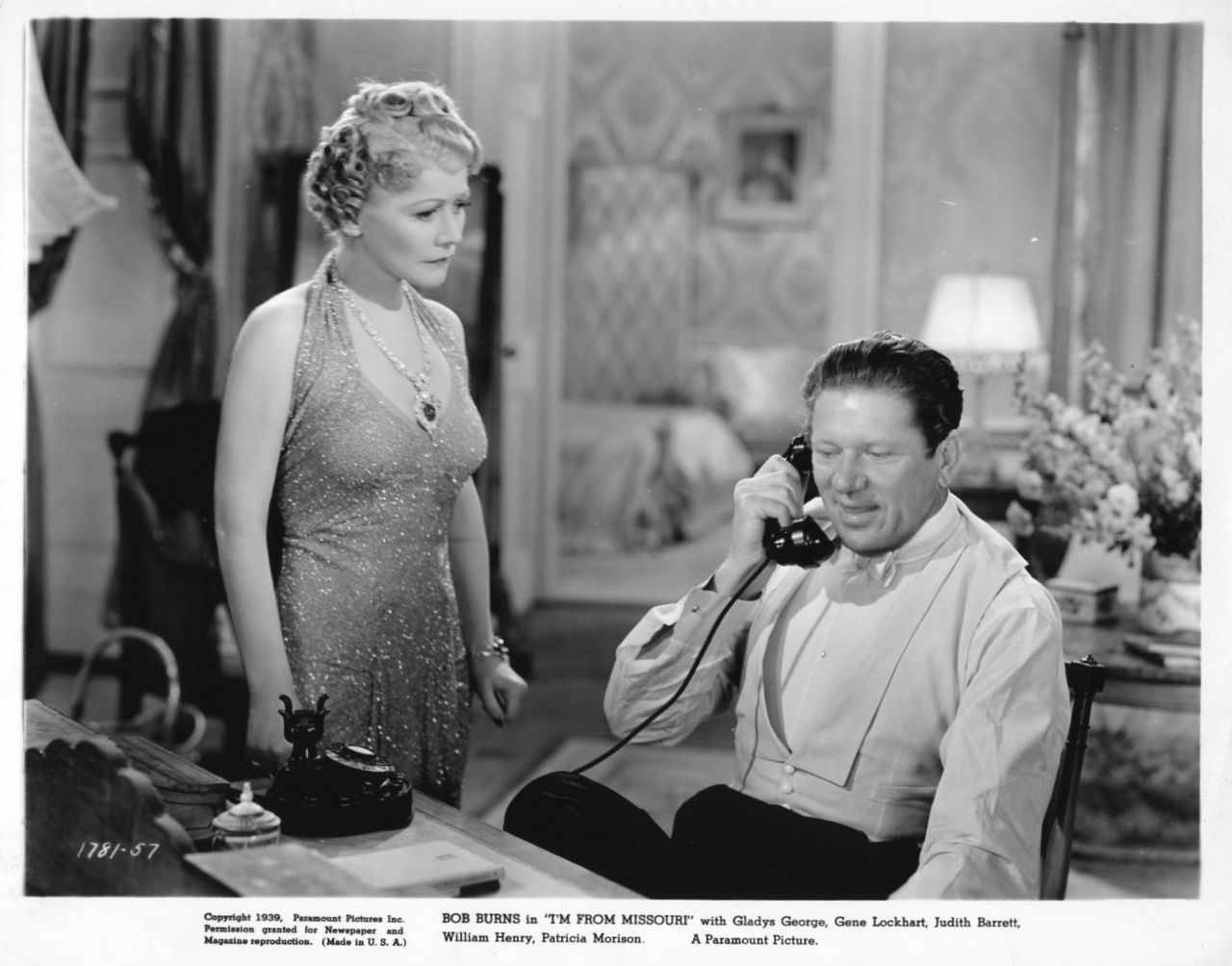
Gladys George e Bob Burns

## Produzione
Il film fu prodotto dalla Paramount Pictures che fece iniziare le riprese a metà novembre 1938.

## Distribuzione
Distribuito dalla Paramount Pictures, il film fu proiettato in prima a New York il 22 marzo 1939 per poi uscire nelle sale USA il 7 aprile.